# Apresentação da criança
Uma apresentação da criança ou consagração de bebé é um ato de consagração de filhos a Deus praticado em igrejas.

## Origem
A apresentação da criança tem sua origem no Livro do Êxodo no capítulo 13 verso 2; "Todo primogênito será consagrado ao Senhor". A Bíblia relata algumas apresentações de crianças. O de Samuel, no Antigo Testamento por Ana. E especialmente a apresentação de Jesus no Templo no Novo Testamento por  José e Maria. Da mesma forma, Jesus costumava abençoar as crianças. 

## História

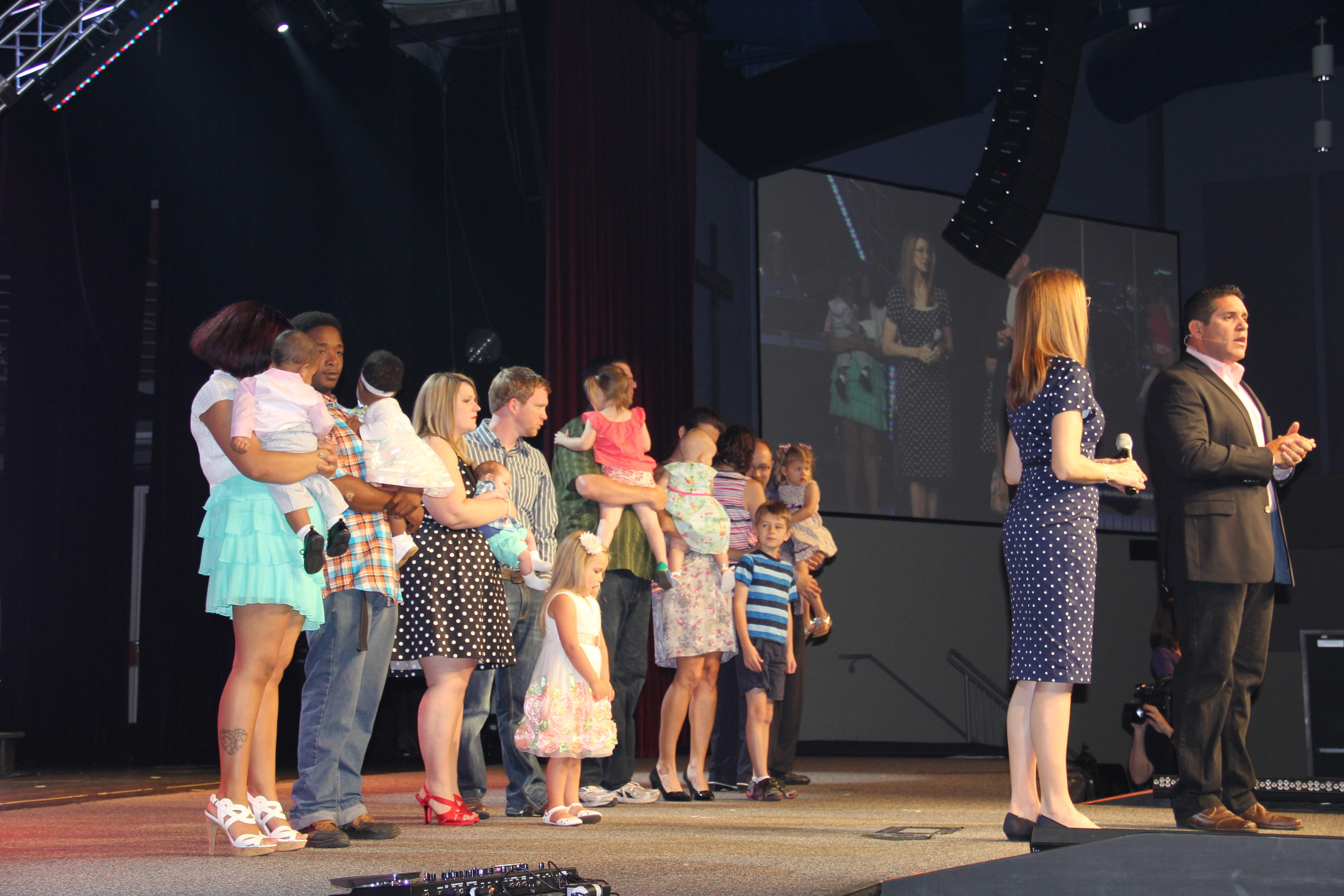
Apresentação da criança em Crossing Church, Tampa, Estados Unidos

Em 1523, o movimento Anabatista ensinou que o batismo é apenas para adultos (batismo do crente) de acordo com sua interpretação da Bíblia e, portanto, passou a adotar esta prática para crianças, deixando o batismo para quando atingisse idade oportuna (grupos religiosos divergem quanto à idade ideal para batismo). A apresentação da criança foi paulatinamente adotada por muitos movimentos evangélicos, dos quais destacam-se as igrejas batistas e pentecostais.

## Forma
A forma das apresentações pode variar de acordo com a igreja. A cerimônia é geralmente realizada antes ou depois do serviço do domingo. Quando os pais avançam com o filho, o pastor o apresenta à congregação ou pede aos pais que o façam. Na maioria das vezes, o pastor pede aos pais que digam oralmente seu compromisso de educar a criança na fé cristã. Este compromisso público é seguido por uma ou mais orações e uma bênção do pastor, muitas vezes depois de este ter tomado a criança em seus braços. O propósito da apresentação é expressar o reconhecimento dos pais e da igreja do dom divino de nascimento e a responsabilidade dos pais que resulta dele. 